# Macy Ubben
Macy Lanae Ubben (Iowa Falls, 24 giugno 1991) è una pallavolista statunitense.
Gioca nel ruolo di schiacciatrice nel Cheseaux.

## Carriera
La carriera di Macy Ubben inizia a livello scolastico con la formazione dell'AGWSR High School, per poi continuare a livello universitario, quando entra a far parte della squadra di pallavolo femminile della University of Northern Iowa, con la quale partecipa alla Division I NCAA dal 2009 al 2013, saltando tuttavia la prima annata.
Nella stagione 2014-15 firma il suo primo contratto professionistico, approdando nella Superliga Femenina de Voleibol, dove difende i colori del Murcia, mentre nella stagione seguente passa alla formazione rivale del JAV Olímpico di Las Palmas de Gran Canaria.
Nel campionato 2016-17 approda in Germania, dove difende i colori dellErfurt, in 1. Bundesliga. Nel campionato seguente, dopo qualche mesi di inattività, torna in campo nel gennaio 2018 col Cheseaux, nella Lega Nazionale A svizzera.